# メキシコ海軍艦艇一覧
メキシコ海軍艦艇一覧は、メキシコ合衆国海軍が過去保有した、または現在保有する、または将来保有する予定の、未完成・計画中止を含めた歴代艦艇一覧である。
凡例

## 現有勢力（2024年現在）
- 国防予算：57億4,000万ドル[1]
- 海軍人員：4万5,000名[1]
- 艦船隻数：71隻（排水量20t以上）[1]

フリゲート×1
哨戒艦×26
ミサイル艇×2
哨戒艇×23
戦車揚陸艦×2
補給支援艦×3
測量/調査艦×8
沿岸支援艇×1
兵員輸送艦×2
練習艦×2
航洋曳船×3
- 航空機数：141機[1]

艦載ヘリコプター×22
陸上固定翼機×98
陸上ヘリコプター×21

## 艦艇一覧（近代海軍以前）

### スクーナー
機走
- Libertad - 1874年、??門

- Independencia - 1874年、??門

- Democrata - 1875年、??門

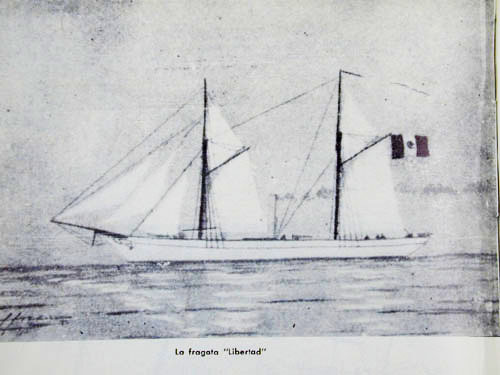
Libertad

## 艦艇一覧（近代海軍）

### 主力艦

#### 戦艦
海防戦艦
- 旧・伯『マレシャウ・デオドーロ級』 - 1隻

アナウァク（Anáhuac）

### 水上戦闘艦

#### 巡洋艦
草創期の巡洋艦
- Zaragosa - 1隻 ※ 三等巡洋艦

防護巡洋艦
- General Guerrero - 1隻 ※ Cruiser Transport

水雷巡洋艦・水雷砲艦
- Nicholas Bravo級 - 2隻

Nicholas Bravo、Morelos

#### 駆逐艦

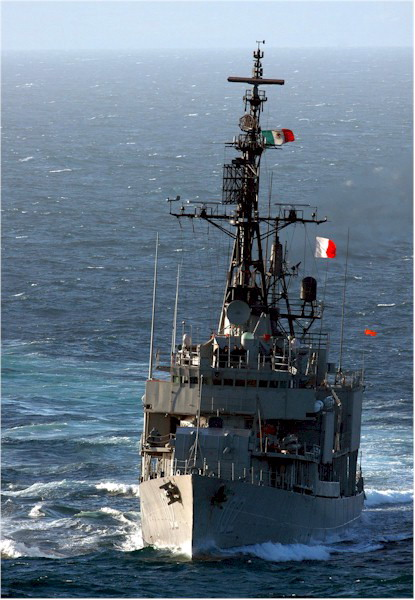
駆逐艦「ネツァウァルコヨトル」

- 旧・米ギアリング級駆逐艦

D-102 ネツァウァルコヨトル(D-102 Netzahualcóyotl) ※旧 DD-863 スタイネーカー(DD-863 Steinaker)
- イルイカミーナ級駆逐艦

#### フリゲート
- 旧・米ノックス級フリゲート - 3隻
- ブラボ級フリゲート（旧・米『ブロンシュタイン級』 - 2隻

#### コルベット
- シエラ級コルベット
- バルレラ級コルベット
- ウリベ級コルベット
- ホルジンガー級コルベット

### 両用戦艦艇

#### 揚陸艦艇
戦車揚陸艦 （LST ）
- 旧・米『ニューポート』級 - 2隻

ARM A-411 Papaloapan ※ 旧・『Newport』
ARM A-412 Usumacinta ※ 旧・『Frederick』

### 哨戒艦艇

#### 哨戒・警備艦艇
砲艦
- Independencia級 - 2隻

Independencia、Libertad
- Democrata級 - 2隻

Democrata、Mexico
- General Jesus Carranza - 1隻

- Progreso - 1隻 ※ Cruiser Transport

- Agua Prieta[3] - 1隻

哨戒艦
- シエラ級（英語版、スペイン語版）

- ドゥランゴ級 - 4隻

- オアハカ級（英語版、スペイン語版）

哨戒艇
- 旧・米艇 - 2隻

Mayo、Yaqui
- 旧・加トローラー - 6隻

Tampico、Covarrubias、Mazatlan、Guaymas、Acapulco、Vera Cruz
- アツティカ級哨戒艇
- デモクラタ級哨戒艇
- カーボ級哨戒艇
- プンタ級哨戒艇
- ポラリス級哨戒艇
- イスラ級哨戒艇
- アクアリオ級哨戒艇
- フラカン級哨戒艇
- クインタナ級哨戒艇

### 補助艦艇

#### 補給艦艇
輸送船・運送船
- Oaxaco - 1隻
- Plan de Guadalupe[6] - 1隻
- Vicente Guerrero - 1隻

#### その他
曳船
- Pacifico - 1隻 ※ Armed Tug

## 関連組織所属船艇

### コーストガード

#### 警備救難業務用船艇
巡視艇
- Triton - 1隻

#### その他
輸送船・運送船
- Campeche - 1隻
- Donato Guerra - 1隻
- Oaxaco - 1隻
- Bolivar級 - 2隻

Bolivar、Washington
- 各型 - 3隻

Moctezuma、Mexico、Tehuantepec
- Coahuila級 - 2隻

Coahuila、Jalisco
- Tabasco級 - 2隻

Tabasco、Tamaulipas